# Кенли (Северна Каролина)
Кенли (енгл. Kenly) град је у америчкој савезној држави Северна Каролина.

## Демографија
По попису из 2010. године број становника је 1.339, што је 230 (-14,7%) становника мање него 2000. године.
| Група             | 2000.       | 2010.       |
| Белци             | 855 (54,5%) | 739 (55,2%) |
| Афроамериканци    | 637 (40,6%) | 472 (35,3%) |
| Азијати           | 4 (0,3%)    | 9 (0,7%)    |
| Хиспаноамериканци | 56 (3,6%)   | 108 (8,1%)  |
| Укупно            | 1.569       | 1.339       |